# Джон Адамс (чоботар)
Джон Адамс (англ. John Adams; 21 січня (1 лютого) 1745, Вустер, Массачусетс — 26 березня 1849, Гарфорд, Пенсильванія, США) — учасник війни за незалежність США, довгожитель, відомий тим, що, ймовірно, є найраніше народженою коли-небудь сфотографованою людиною.

## Життєпис
Джон Адамс народився 1 лютого 1745 року за новим стилем у місті Вустер провінції Массачусетс-Бей (колонія Великої Британії) в родині капітана Томаса Адамса та Лідії Чадвік. 1766 року Адамс переїхав до Ешбернгема. Незабаром його обрали членом міського управління та асесором. 9 липня 1770 року в Лексінгтоні Адамс одружився з Джоанною Манро. Джоанна померла 1822 року; за 4 роки Адамс одружився з Люсі Сімондс Манро — вдовою зведеного брата своєї першої дружини.
Під час Американської революції Джон Адамс воював у складі 23-го полку (полку Віткомба) Континентальної армії, до якої приєднався незабаром після битв при Лексінгтоні та Конкорді. 6 липня 1780 року Адамс отримав звання лейтенанта.
В останні роки життя Джон Адамс переїхав до Гарфорда у Пенсильванії, де жив його син Джеймс. З нагоди свого 100-річчя він відвідав Ешбернгем, де позував для дагеротипної фотографії. Через це Адамс, імовірно, є найраніше народженою коли-небудь сфотографованою людиною. Водночас на це звання претендують ще кілька осіб, зокрема ветерани американської війни за незалежність Конрад Гаєр (нар. між 1749 та 1753) і Балтус Стоун (нар. між 1743 і 1754), а також останній нью-йоркський раб Цезар, що за непідтвердженими даними народився 1737 року.
За твердженнями місцевих, Адамс мав прекрасний слух і міг читати без окулярів до двох років перед смертю. Будучи чоботарем, в останній рік життя він виготовив для себе пару чобіт. Джон Адамс помер 26 березня 1849 року в Гарфорді у віці 104 років.